# Eric Abdul
Eric Abdul (Oranjestad, Aruba; 26 de febrero de 1986) es un futbolista de Aruba que juega en la posición de guardameta y que actualmente milita en el RCA de la Primera División de Aruba.

## Carrera

### Club
| Periodo   | Club               |
| --------- | ------------------ |
| 2008-10   | Sparta de Róterdam |
| 2010-11   | Zwaluwen '30       |
| 2011-12   | DHC Delft          |
| 2012-13   | ASWH               |
| 2014      | Estrella           |
| 2014-2021 | Estrella           |
| 2021-     | RCA                |

### Selección nacional
Debutó con Aruba en 2011 y ganó el Torneo ABCS en 2012. Es el jugador con más apariciones con la selección nacional.

## Logros

### Club
- Primera División de Aruba: 3

2005/06, 2017/18, 2022/23
- Torneo Copa Betico Croes: 3

2013/14, 2018/19, 2021/22

### Selección nacional
- Torneo ABCS: 1

2012